# 水母
水母（又名白鮓、䖳）是刺胞動物門水母亚门（学名：Medusozoa）一部分能在开放水体自由活动的水生無脊椎動物的通稱。水母分布於全球各地的水域裡，已發現超過兩百種，無論是熱帶﹑溫帶，淺海、深海，甚至是淡水水域都有牠們的蹤影。水母是最早出现的一类真后生动物，至少在前寒武纪的埃迪卡拉纪时就已經存在。
水母身体大致可分为两部分，其主要部分是由中层胶组成的伞状体（bell），主要器官都位于其内，且依赖其阵发性收缩划水移动；伞状体下方是拖在身后的众多触手，其中带有刺细胞，可以捕捉猎物或防御天敌。不同水母的大小各不相同，最大的水母觸手可以延伸約十米遠。 在分類上有些屬於水螅綱，有些屬於缽水母綱，其生活史中，幾乎所有種類都有兩型，即水螅型（polyp）和水母型（medusa），並有兩型在有性生殖與無性生殖之間的世代交現象，而人們常見的水母則是有性的水母型。

## 水母壽命
水母生命週期十分複雜，壽命長短不一，相關研究也較為缺乏。
最特殊的是灯塔水母（學名：Turritopsis nutricula），它能通過反覆生殖和轉分化達到「長生不老」。

## 繁殖
雌雄異體，有生殖腺在近胃囊處。成熟的精子流入雌彥萁體內受精。受精卵發育成幼蟲離開母體，在水裏游動一會兒後，沉下海底形成幼體（浮浪幼虫），後變成橫裂體，橫裂體分裂成多個碟狀幼體，再發育成成體。

## 獵物與獵者

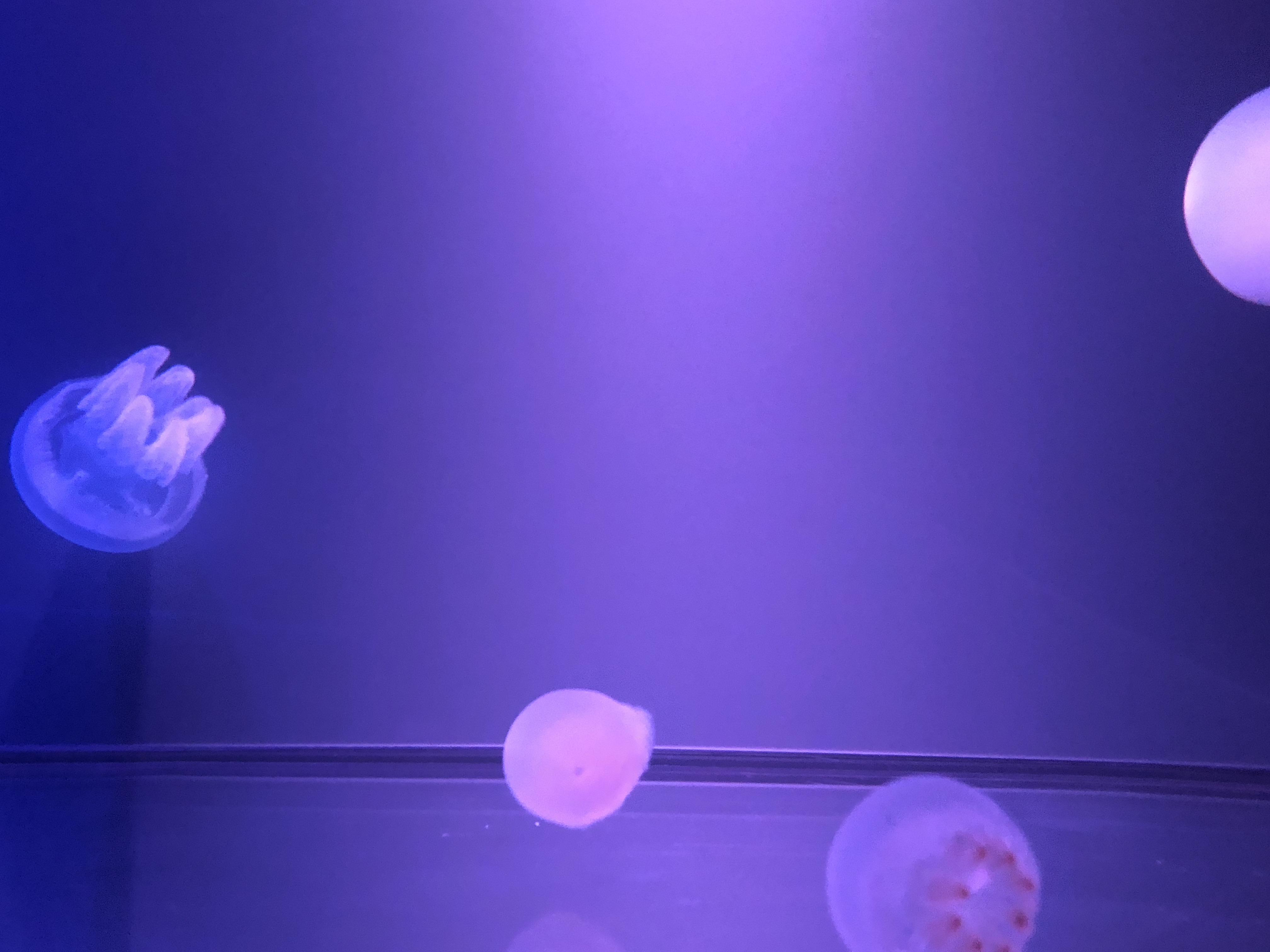
摄于东京隅田水族馆的水母

所有水母都是肉食性動物，牠們以魚類和浮游生物為食。當獵食的時候，水母很被動，只捕食游到牠們身邊的動物。牠們用觸手上的刺絲囊來螫傷或是殺死獵物，然後把食物送到嘴和消化腔裏。大部份水母幾乎是透明的，令敵人難於發現。有些水母能夠發光，單憑身上發出的幽光，水母不費吹灰之力就能吸引獵物。
儘管水母有刺絲囊的保護，但牠們仍有掠食者捕食，主要為海龜和翻車魚。若海龜數目減少，水母的繁殖率便會激增，水母過度繁殖，自然又會影響到其他魚類及浮游生物的繁衍，令生態系統失衡。
在馬來西亞至澳大利亞的海面上，有兩種分別叫做澳洲箱形水母和曳手水母，其分泌的毒性很強，如果被它們刺到，在幾分鐘之內就會呼吸困難而死亡，因此它們又被稱為殺手水母，被這樣的水母螫傷的人可以在短時間之內喪命。但大多數情況下，螫傷只會引起極端疼痛、惡心、紅疹和鞭痕，有時會持續數周。被水母螫後，發生呼吸困難症狀時，應立即實施人工呼吸，或注射強心劑，千萬不可大意，並應迅速尋求醫護救助。

## 天敵
目前已知大自然中會捕食水母的生物有：
- 鯊魚：鯊魚偶爾會捕食水母，但大部分的時候不會。
- 海龜：捕食水母為生，海龜除了眼睛外，身體其他部分都可以抵抗水母的毒性，牠們在捕食水母時會閉上眼睛。不过因為目前海中垃圾很多，經常發生海龜將漂浮的塑膠袋當作水母吸食而窒息死亡。
- 曼波魚：捕食水母為生。
- 紫螺：分布在熱帶太平洋溫暖的水域，愛吃漂浮在水面的水母。
- 人類：部分人會食用水母，並將其做成名為海蜇皮的料理。

## 外部連結
- Explore Jellyfish – Smithsonian Ocean Portal
- Jellyfish and Other Gelatinous Zooplankton （页面存档备份，存于）
- Jellyfish Facts – Information on Jellyfish and Jellyfish Safety
- Cotylorhiza tuberculata （页面存档备份，存于）
- "There's no such thing as a jellyfish （页面存档备份，存于）" from The MBARI YouTube channel

圖片：
- Jellyfish Exhibition At National Aquarium, Baltimore, Maryland (USA) – Photo Gallery